# Велта (галерея)
«Велта» — московская галерея современного искусства. Существовала с 1992 по 2004 год.

## История
Галерея «Велта» была открыта в Москве 29 января 1992 года в здании Центрального Дома Армии (пл. Коммуны, 2). Последние годы существовала без собственного помещения, изредка проводила выставки в разных местах и занималась полиграфическими проектами.

## Известные выставки
- 1997 — «Конец зоны ограничений». Наталия Турнова.
- 1993 — «Богудонская школа». Юрий Шабельников[2].
- 1993 — «Букет моей бабушки». Марина Колдобская.
- 1992 — «Мягкое и твердое». Леонид Тишков

## Круг художников
- Леонид Тишков
- Марина Герцовская[3]
- Марина Колдобская
- Наталия Турнова
- Император Вава
- Валерий Айзенберг
- Юрий Шабельников[4]